# Neville Alexander
Neville Edward Alexander, född 22 oktober 1936 i Cradock i Östra Kapprovinsen, död 27 augusti 2012, var en sydafrikansk apartheidmotståndare och språkvetare.

## Uppväxt och utbildning
Neville Alexander var son till snickaren David James Alexander och skolläraren Dimbiti Bisho Alexander. Hans mormor, Bisho Jarsa, var oromo från Etiopien, som hade räddats från slaveri av britterna.
Han gick i skola i Holy Rosary Convent i Cradock och examinerades 1952, varefter han studerade i sex år på University of Cape Town och tog en kandidatexamen i tyska och historia 1955 samt senare en magisterexamen i tyska. Han fick därefter ett stipendium för studier på Tübingens universitet i Tyskland, där han disputerade 1961 på en avhandling om stilförändringar i Gerhart Hauptmanns dramatik.

## Apartheidtiden och senare
År 1957 var Neville Alexander radikal medlem av Cape Peninsula Students' Union, som var ansluten till The Non-European Unity Movement of South Africa. Han blev medlem av  den 1960 grundade African Peoples Democratic Union of Southern Africa (APDUSA) och var medgrundare av National Liberation Front (NLF) 1962. Tillsammans med flertalet andra medlemmar av NLF, arresterades han i juli 1963, dömdes 1964 till för förberedelser för sabotage och tillbringade tio år på Robben Island.
Efter frisläppningen från Robben Island arbetade Neville Alexander i sydafrikanska privata organisationer med språkpolitiska frågor. Han blev 1981 chef för organisationen South African Committee for Higher Education (SACHED). Han grundade 1992, och var chef för, Project for the Study of Alternative Education in South Africa (PRAESA), anknuten till University of Cape Town.